# 斯泰西街 (佛羅里達州)
斯泰西街（英語：Stacy Street）是位於美國佛羅里達州棕櫚灘縣的一個人口普查指定地區。

## 地理
斯泰西街的座標為26°41′57″N 80°07′34″W / 26.69917°N 80.12611°W，而該地最高點為海拔高度5米（即16英尺）。

## 人口
根據2010年美國人口普查的數據，斯泰西街的面積為0.30平方千米，當中陸地面積為0.30平方千米，而水域面積為0.00平方千米。當地共有人口958人，而人口密度為每平方千米3,193人。